# Andrej Lipar
Andrej Lipar, slovenski častnik, brigadir * 13. marec 1956, Kranj.
Med leti 2003 in 2009 je bil obrambni ataše v ZDA.

## Vojaška kariera
- povišan v polkovnika (18. maj 2001)
- povišan v brigadirja (kdaj ????)